# Jean Vilar, une belle vie
Pour plus de détails, voir Fiche technique et Distribution.
Jean Vilar, une belle vie est un documentaire français réalisé par Jacques Rutman, sorti en 1972.

## Synopsis
La vie et la carrière de Jean Vilar, membre du Théâtre national populaire (TNP) et créateur du festival d'Avignon en 1947.

## Fiche technique
- Titre : Jean Vilar, une belle vie
- Réalisation : Jacques Rutman
- Photographie : Jacques Duhamel
- Musique : Maurice Jarre
- Production : O.R.T.F.
- Genre : documentaire
- Durée : 103 minutes
- Date de sortie : 1972

## Distribution
- Dominique Paturel
- Claude Piéplu
- Daniel Ivernel
- Philippe Noiret
- Geneviève Page
- Georges Wilson
- Maria Casarès
- Jean-Louis Trintignant
- Germaine Montero